# Teste de Barfoed

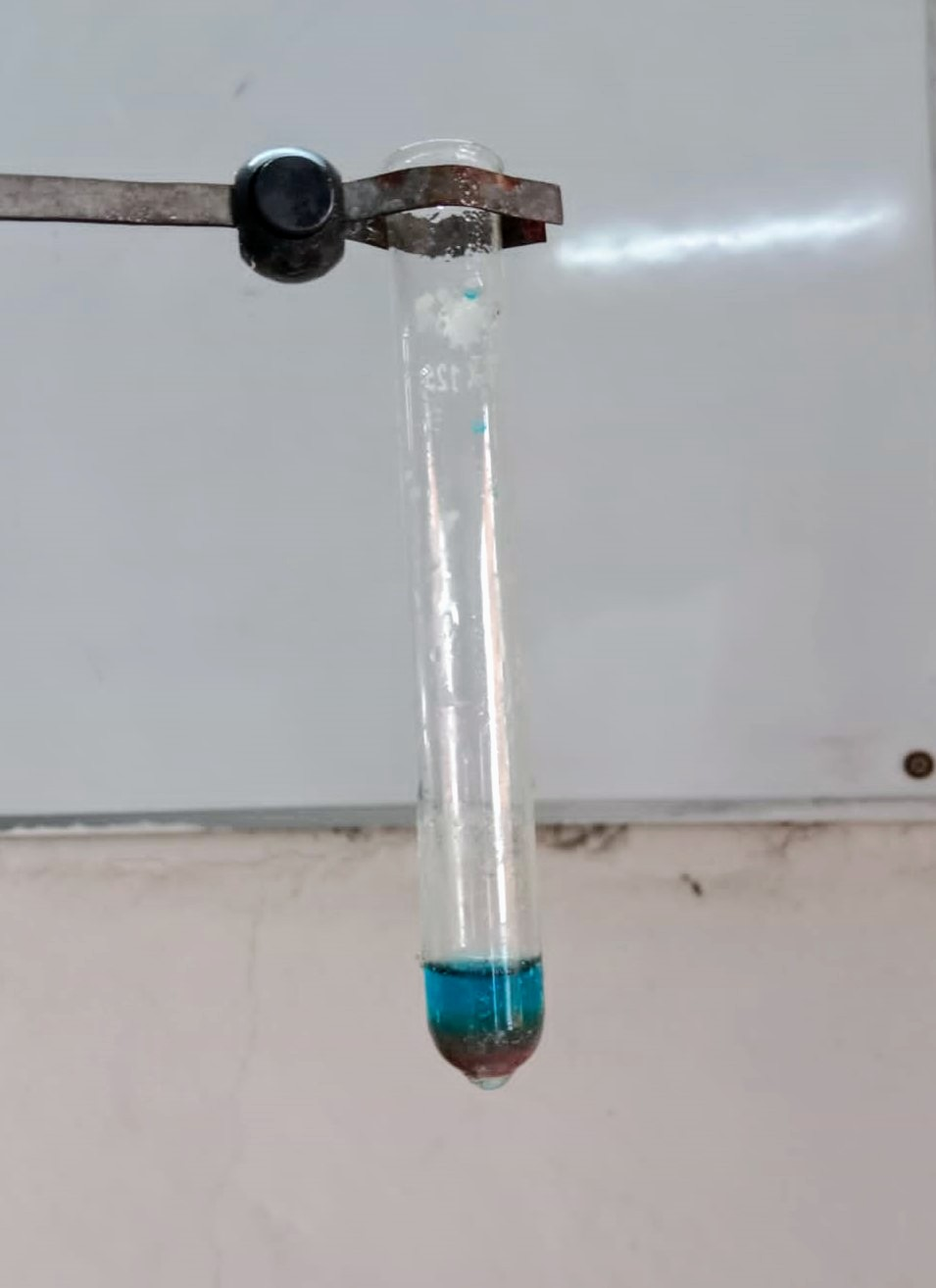
Resultado positivo no teste de Barfoed.

O teste de Barfoed é um teste bioquímico desenvolvido pelo químico dinamarquês Christen Thomsen Barfoed e usado para detectar a presença de monossacarídeos. O teste é mais aplicado na área da Botânica. Baseia-se na redução, sob aquecimento, do íon Cu2+ presente no acetato de cobre (II) a óxido de cobre (I) (Cu2O), que forma-se como um precipitado vermelho-tijolo. A reação pode ser representada pela seguinte equação química:
{\displaystyle {\ce {{RCHO}+2{Cu^{2+}}+2H2O->{RCOOH}+Cu2O\downarrow +\,4H+}}}
Dissacarídeos também podem reagir, apesar de mais lentamente, razão pela qual o teste é usado para diferenciar monossacarídeos de dissacarídeos. O grupo carbonila do monossacarídeo, que normalmente apresenta-se na forma de um hemiacetal cíclico no caso dos monossacarídeos, é oxidado a uma carboxila. Várias outras substâncias, incluindo cloreto de sódio, podem interferir no teste. Além disso, a reação de oxirredução entre o cobre (II) e o aldeído do carboidrato no teste de Barfoed também ocorre em alguns outros testes, como o teste de Fehling e o teste de Benedict.

## Composição do reagente
O reagente de Barfoed consiste em uma solução 0,33 molar de acetato de cobre (II) em solução de ácido acético  1%. O reagente não pode ser bem conservado por muito tempo e, portanto, é aconselhável prepará-lo logo antes da realização do teste.

## Procedimento
1 gota do reagente de Barfoed é adicionada a 2 mL da amostra em um tubo de ensaio, o qual é, então, fervido por 3 minutos e deixado esfriando em seguida. Caso observe-se um precipitado vermelho, um monossacarídeo está presente.